# 孟乃
孟乃，一译勐乃，是缅甸掸邦南桑县孟乃镇区下辖的一个镇。“孟”（Möng）与“勐”（Mueang）意义相同。

## 历史
二战之前，孟乃是一个独立的掸族小国，在此之前的历史无从而知。处在掸邦南部的骚乱的中心地带，所有的史料连同整个地区多次毁于战火。根据缅族的史料记载，最初的城市是由众酋长之首的Sao Hkio于公元前519年建立的。

### 2002年惨案
2002年10月14日晚11:00时，缅军炮轰该镇，造成6名男子和64名妇女死亡，另有21人受伤。当日正值一个宗教节日。

## 教育
该地区有孟乃果忠学校及建华学校等华文学校。